# Sylvia Brustad
Sylvia Brustad, née le 19 décembre 1966 à Elverum, est une journaliste et femme politique norvégienne du Parti travailliste. Elle est élue au Storting et occupe à plusieurs reprises la fonction de ministre.

## Biographie
Sylvia Brustad est née le 19 décembre 1966 à Elverum. Après ses études secondaires, elle suit les cours de médias au lycée de Ringsaker de 1983 à 1985. Elle travaille ensuite comme journaliste, entre autres pour LO-aktuelt, la publication d'information de la Confédération norvégienne des syndicats.

### Carrière politique
Sylvia Brustad est élue au conseil de comté de Hedmark en 1987.
Lors des élections de 1989, elle est élue au Storting, le Parlement norvégien, devenant, à 23 ans  la plus jeune parlementaire du pays. Elle représente le Parti travailliste au Parlement jusqu'en 2009. Elle abandonne alors son siège au comté.
De 1996 à 1997, elle est ministre de l'Enfance et de la Famille, dans le gouvernement de Thorbjørn Jagland. Elle est ensuite ministre de l'Administration locale et du Développement régional dans le premier gouvernement de Jens Stoltenberg entre 2000 et 2001. Dans le deuxième gouvernement Stoltenberg, elle est d'abord ministre de la Santé et des Services de soins en 2005, puis ministre du Commerce et de l'Industrie en juin 2008. Elle quitte le gouvernement en octobre 2009, ne se représente plus aux élections législatives et se retire de la vie politique.
Du 1er janvier 2010 au 16 octobre 2013, elle occupe la fonction de Fylkesmann (ancienne dénomination de Statsforvalter, gouverneur) du comté de Hedmark.
Lors de sa première fonction de ministre de l'Enfance et de la Famille en 1996, une loi limitant les heures d'ouverture des magasins le dimanche, les jours fériés et en soirée est adoptée puis abrogée en 2003. Elle déclare par la suite ne pas avoir soutenu cette loi personnellement.
Sylvia Brustad est critiquée pour sa gestion de l'affaire concernant les ventes d'actions d'Aker Solutions et, au printemps 2009, une motion de censure est déposée contre elle au Storting. 

### Fonctions au sein du Parti travailliste
Au sein du Parti travailliste, elle est membre du comité politique des femmes (1990-1992) et membre du bureau central (1992–1998, 2003–).

### Fonctions dans le secteur privé
De 2013 à 2017, Sylvia Brustad est directrice générale d'Aker Kvaerner Holding.
En 2017, elle devient directrice de Spekter-Helse au sein de l'association des employeurs Spekter. Elle démissionne en 2019,.
En 2020, elle devient présidente du conseil d'administration d'Atlungstad Brenneri et, en 2021, de PTØ, un service de (ré)adaptation spécialisé pour les personnes atteintes de maladies ou de blessures neurologiques.
Aujourd'hui, elle dirige sa propre entreprise de meubles durables, Brustad Utvikling,.